# Hegvald

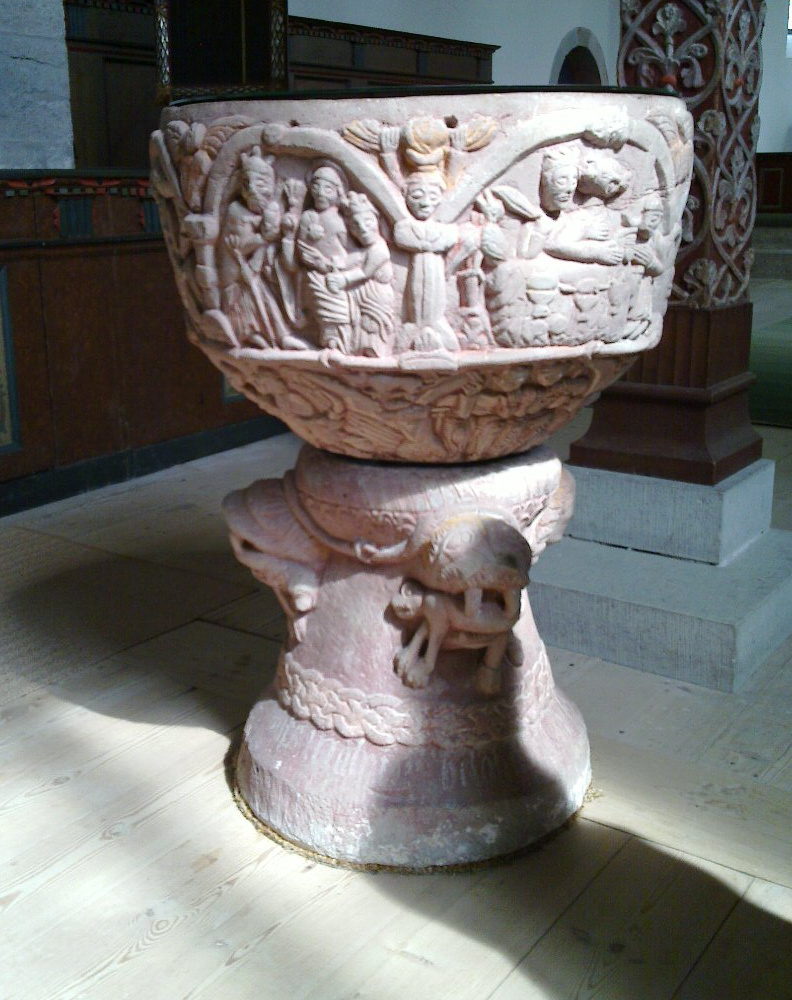
Dopfunt av Hegvald i Stånga kyrka.

Hegvald (Hegvaldr) är det namn man i modern tid använder för att referera till en gotländsk stenhuggare som verkade från omkring år 1125 till 1165. Hegvald verkade inom den gotiska stiltraditionen och utförde bland annat flera dopfuntar. Namnet Hegvald kommer från en dopfunt i Etelhems kyrka på Gotland, där det ristats med runor. Det namnet kan också vara namnet på dopfuntens beställare, snarare än konstnären själv. 
Övriga verk av Hegvald identifieras genom den stil och teknik de utförts med, däribland märks dopfuntar i Rone (finns idag på Statens historiska museum), När, Stånga, Halla, Sjonhem, Ganthem, Viklau och Vänge. En stil liknande dopfuntarnas förekommer även i byggnadsskulpturer i Fardhems kyrka.
Flera av Hegvalds gotländska verk omfattar bildserier som återberättar historier från Bibeln.